# Dame (canção)
"Dame"  é uma canção do grupo pop mexicano RBD, gravada para o seu terceiro álbum de estúdio, Celestial (2006). A faixa foi escrita e produzida por Carlos Lara e foi lançada como quarto e último single do álbum em 12 de agosto de 2007 pelas gravadoras EMI e Capitol Records.

## Lançamento e promoção
A música foi lançada na tracklist do disco Celestial em 21 de novembro de 2006, mas só veio a se tornar single promocional em fevereiro de 2007, quando foi lançada como quarto single do terceiro álbum do grupo somente nos Estados Unidos para ver que resultados dariam nas rádios americanas. Debutou na Billboard Hot Latin Songs com picos no número 38 na charts. Foi lançada mundialmente em 12 de agosto de 2007.
"Dame" foi gravada pelo grupo em três idiomas – espanhol, português e inglês – assim como as canções "Tenerte y Quererte", "Solo Quédate En Silencio", "Sálvame", "Feliz Cumpleaños" e "Nuestro Amor".
Nas apresentações ao vivo durante a Tour Celestial, os membros masculinos do grupo faziam um versos de rap após o segundo refrão.

## Faixas e versões
- Download digital e streaming

1. "Dame" – 4:04

- Download digital e streaming – versão em português

1. "Me Dar" – 4:01

- Download digital e streaming – versão em inglês

1. "My Phisolophy" – 4:05

## Charts
| Chart (2007)                     | Peak position |
| -------------------------------- | ------------- |
| U.S. Billboard Hot Latin Songs   | 38            |
| U.S. Billboard Latin Pop Airplay | 14            |
| Panamá (EFE)                     | 1             |